# 八重根のメットウ井戸

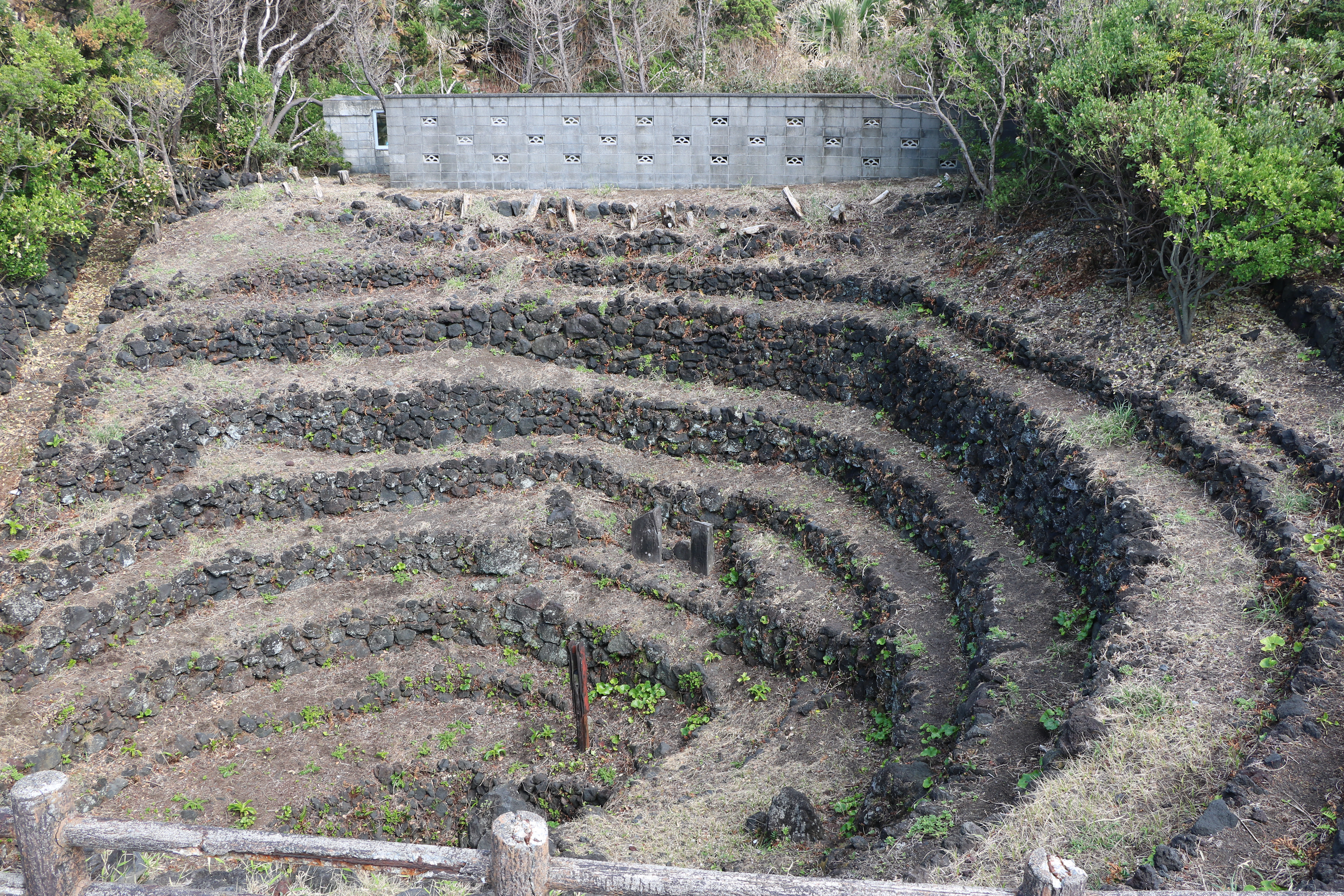
八重根のメットウ井戸。2017年11月9日撮影。

八重根のメットウ井戸（やえねのメットウいど）は、八丈島（東京都八丈町大賀郷）にあるらせん状に掘られたまいまいず井戸の一種である。
まいまいず井戸は同じ伊豆諸島の式根島や東京都多摩地区など他所にもあるが、八丈島にある八重根のメットウ井戸はこれらと比較して規模の大きなもので、1980年（昭和55年）2月21日に東京都の史跡に指定された。

## 由来

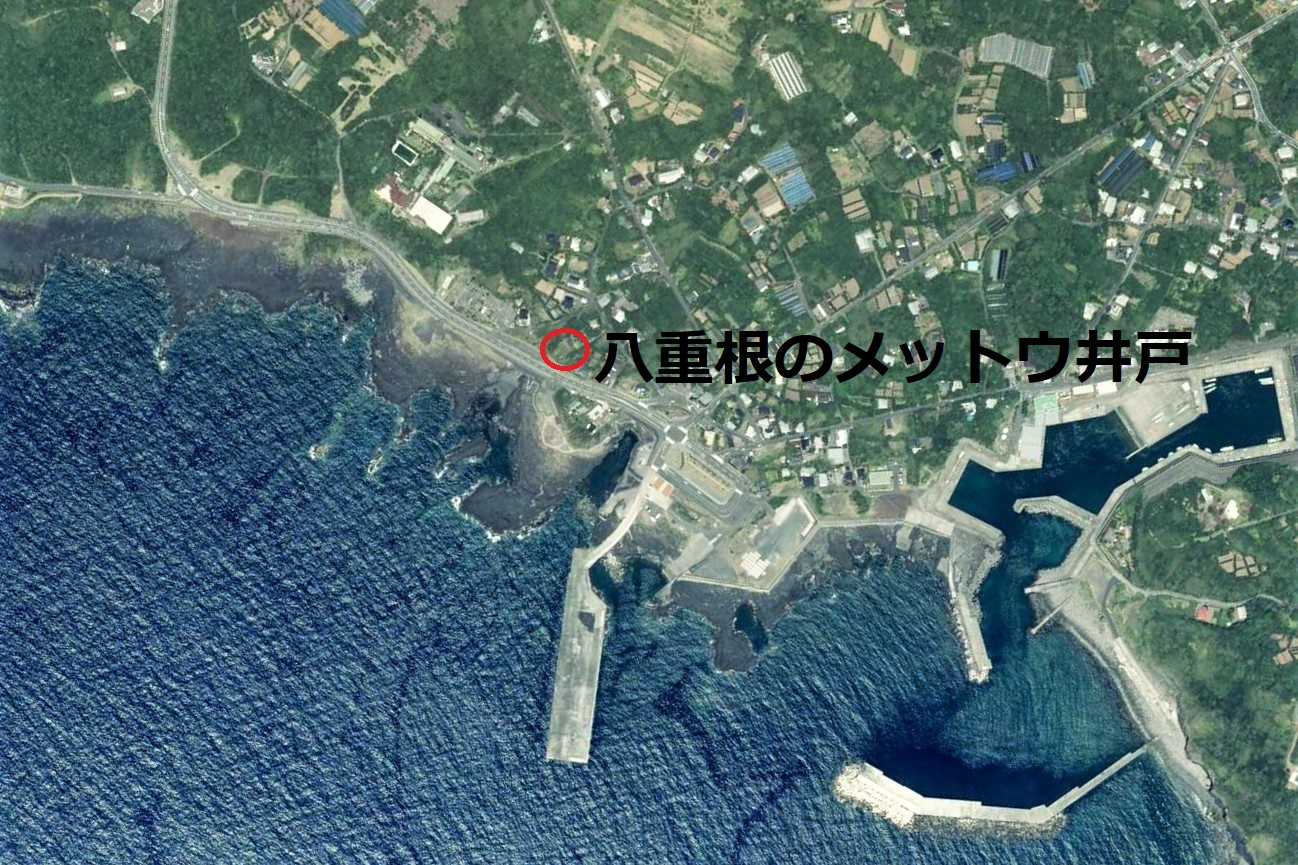
2013年（平成25年）5月9日撮影の八重根のメットウ井戸周辺の空中写真。赤枠で囲んだ部分がメットウ井戸。八重根港に隣接している。
。（2013年撮影）

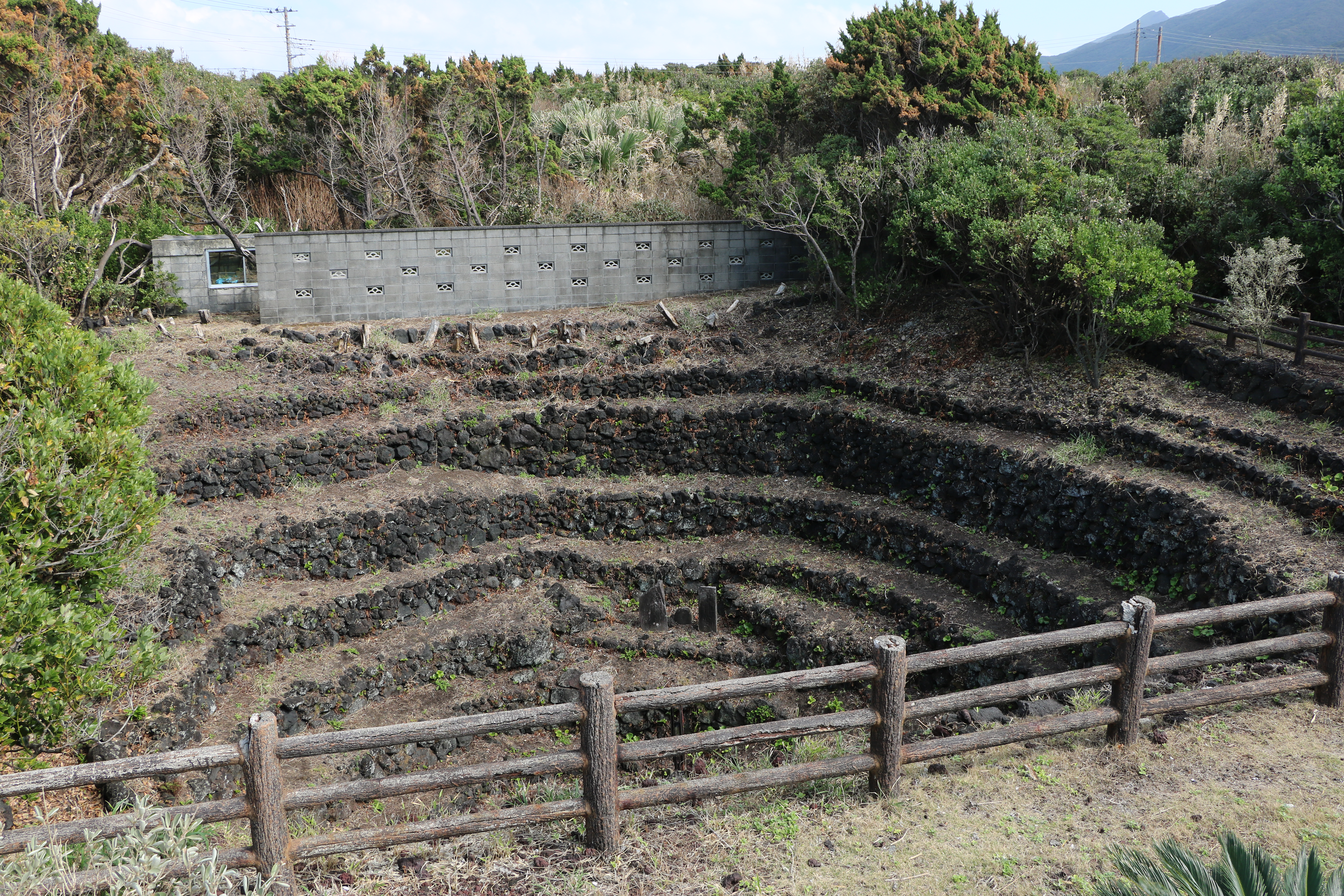
八重根のメットウ井戸。2017年11月9日撮影。

八重根のメットウ井戸は八丈島南西部の八重根港にほど近い千鳥地区のヤケンヶ浜と呼ばれる海岸沿いにあり、八丈富士（西山）の裾野末端部の溶岩流が固まった場所に掘られている。メットウとは海産巻貝の一種（ギンタカハマ貝）の八丈島における方言名で、螺旋状に掘られたこの井戸の形状を巻貝にたとえ「メットウ井戸」と呼ばれるようになったという。
八重根のメットウ井戸は、上部の直径約20メートル、下部の直径は約6から8メートル、深さは約8メートルもある大きなもので、底部は堆積物で埋没して確認出来ないものの、円筒状に5メートルほど掘られていると考えられている。
八丈島には大きな河川は無いものの、他の伊豆諸島と比べると水資源は恵まれており、八重根のメットウ井戸のある旧大賀郷村も、高台に位置する東里地区などでは八丈島東側の東山山麓にある複数の湧水が古くから利用されていた。一方、標高の低い海沿いのメットウ井戸の近くの千鳥地区のヤケンヶ浜と八戸（やと）地区の弁天様を祀った場所の2ヶ所には井戸が掘られ利用されたが、海沿いということもあり塩分が含まれていたといい、タンクが設置される1907年（明治40年）頃まで使用され、一部では簡易水道が出来るまで利用されていた。
八重根のメットウ井戸はこれらと同じ標高の低い海岸沿いにあり、らせん状の井戸内に建てられている石碑に掘られた銘文から1880年（明治13年）頃に造られたものと推定されている。船舶に積み込む水を確保するために掘られ、飲料水や、畜産、養蚕、酒造など産業用としても使われ、千鳥、八戸地区に簡易水道の出来る1953年（昭和28年）までメットウ井戸は使用された。
井戸の中程には掘削に関わった村人を顕彰する目的で設置された「就労碑」と呼ばれる石碑が設置されている。この石碑は高さ約82cm、幅約52cmで、材質は玄武岩であることが報告されている。
碑文は一部摩耗により判読できない部分もあるが、以下のように記されている。

この碑からは明治期に井戸が作られたことは解るものの、摩耗によりその正確な年代を確定することができない。ただし、住民の口伝によれば、1880（明治13）年頃に掘削されたとされる。就労碑の近くには「水神様」が祀られており、井戸や水源等の水神信仰が明治期には八丈島に存在したことを示している。

## 交通アクセス
所在地
- 東京都八丈町大賀郷8311[8]。

交通
- 八丈町営バス、「八重根」バス停下車徒歩約5分[3]。